# Scottish Premier League 2000-2001
La Scottish Premier League 2000-2001 (denominata per ragioni di sponsorizzazione Bank of Scotland Scottish Premier League) è stata la 104ª edizione della massima serie del campionato scozzese di calcio, disputato tra il 29 luglio 2000 e il 20 maggio 2001 e concluso con la vittoria del Celtic, al suo trentasettesimo titolo.
Capocannoniere del torneo è stato Henrik Larsson (Celtic) con 35 reti.

## Stagione

### Novità
Questa edizione vide aumentare il numero di squadre partecipanti da 10 a 12 club. Tale aumento era previsto nell'accordo stipulato tra i club e la SPL all'atto della scissione dalla Scottish Football League nel 1998.
Con l'espansione della lega, questa subì un cambio di format. Venne infatti divisa in due fasi per evitare ai club la disputa di 44 partite durante la stagione, ritenute eccessive.
La prima fase consistette nel disputare 33 giornate, dove tutti i club giocarono l'uno contro l'altro tre volte, dopodiché la classifica finale venne spezzata in due. I primi sei club giocarono la cosiddetta Poule per il titolo e il piazzamento nelle coppe europee, gli ultimi sei club invece giocarono per non retrocedere. Nella seconda fase, ogni squadra giocava una volta contro tutte le altre squadre della corrispettiva poule. I punti conquistati al termine della prima fase venivano mantenuti nella seconda fase e non era possibile cambiare poule, neanche a fronte di un punteggio maggiore al termine della seconda fase.
Visti i buoni risultati ottenuti dalle squadre scozzesi in ambito europeo, il ranking UEFA migliorò, passando dalla posizione 21 alla 15. Questo permise la qualificazione di una seconda squadra alla UEFA Champions League 2001-2002.
Oltre alle dieci squadre presenti la scorsa stagione si aggiunsero la prima e la seconda della precedente stagione di Scottish First Division: il St. Mirren, vincitrice del torneo, e il Dunfermline, promosso dopo l'estromissione del Falkirk dai play-off per la promozione.

### Avvenimenti
Il campionato fu vinto dal Celtic con 15 punti di vantaggio sui rivali Rangers. Inoltre i bhoys vinsero sia la Scottish Cup sia la Scottish League Cup, realizzando così il treble nel primo anno di gestione di Martin O'Neill.

## Squadre partecipanti
| Club          | Stagione | Città       | Stadio             | Stagione precedente                           |
| ------------- | -------- | ----------- | ------------------ | --------------------------------------------- |
| Aberdeen      | dettagli | Aberdeen    | Pittodrie Stadium  | 10º posto in Scottish Premier League          |
| Celtic        | dettagli | Glasgow     | Celtic Park        | 2º posto in Scottish Premier League           |
| Dundee        | dettagli | Dundee      | Dens Park          | 7º posto in Scottish Premier League           |
| Dundee Utd    | dettagli | Dundee      | Tannadice Park     | 8º posto in Scottish Premier League           |
| Dunfermline   | dettagli | Dunfermline | East End Park      | 2º posto in Scottish First Division, promosso |
| Hearts        | dettagli | Edimburgo   | Tynecastle Stadium | 3º posto in Scottish Premier League           |
| Hibernian     | dettagli | Edimburgo   | Easter Road        | 6º posto in Scottish Premier League           |
| Kilmarnock    | dettagli | Kilmarnock  | Rugby Park         | 9º posto in Scottish Premier League           |
| Motherwell    | dettagli | Motherwell  | Fir Park           | 4º posto in Scottish Premier League           |
| Rangers       | dettagli | Glasgow     | Ibrox Stadium      | 1º posto in Scottish Premier League           |
| St. Johnstone | dettagli | Perth       | McDiarmid Park     | 5º posto in Scottish Premier League           |
| St. Mirren    | dettagli | Paisley     | Love Street        | 1º posto in Scottish First Division, promosso |

## Stagione regolare

### Classifica finale
Fonte:
|  | Pos. | Squadra       | Pt | G  | V  | N  | P  | GF | GS | DR  |
|  | ---- | ------------- | -- | -- | -- | -- | -- | -- | -- | --- |
|  | 1.   | Celtic        | 88 | 33 | 28 | 4  | 1  | 81 | 24 | +57 |
|  | 2.   | Rangers       | 70 | 33 | 22 | 4  | 7  | 60 | 31 | +29 |
|  | 3.   | Hibernian     | 61 | 33 | 17 | 10 | 6  | 52 | 25 | +27 |
|  | 4.   | Kilmarnock    | 49 | 33 | 14 | 7  | 12 | 39 | 44 | -5  |
|  | 5.   | Hearts        | 47 | 33 | 13 | 8  | 12 | 52 | 44 | +8  |
|  | 6.   | Dundee        | 41 | 33 | 11 | 8  | 14 | 47 | 41 | +6  |
|  | 7.   | Aberdeen      | 41 | 33 | 11 | 8  | 14 | 32 | 48 | -16 |
|  | 8.   | Motherwell    | 39 | 33 | 11 | 6  | 16 | 37 | 48 | -11 |
|  | 9.   | Dunfermline   | 36 | 33 | 8  | 12 | 13 | 37 | 48 | -11 |
|  | 10.  | St. Johnstone | 35 | 33 | 8  | 11 | 14 | 35 | 48 | -13 |
|  | 11.  | Dundee Utd    | 23 | 33 | 5  | 8  | 20 | 30 | 58 | -28 |
|  | 12.  | St. Mirren    | 19 | 33 | 5  | 4  | 24 | 21 | 64 | -43 |

Legenda:
      Ammesse alla poule per il titolo
      Ammesse alla poule salvezza
Regolamento:
Tre punti a vittoria, uno a pareggio, zero a sconfitta.
A parità di punti, le posizioni in classifica venivano determinate sulla base della differenza reti.

## Poule per il titolo/salvezza

### Classifica finale
Fonte:
|       | Pos. | Squadra       | Pt | G  | V  | N  | P  | GF | GS | DR  |
| ----- | ---- | ------------- | -- | -- | -- | -- | -- | -- | -- | --- |
|       | 1.   | Celtic        | 97 | 38 | 31 | 4  | 3  | 90 | 29 | +61 |
|       | 2.   | Rangers       | 82 | 38 | 26 | 4  | 8  | 76 | 36 | +40 |
| [ 7 ] | 3.   | Hibernian     | 66 | 38 | 18 | 12 | 8  | 57 | 35 | +22 |
|       | 4.   | Kilmarnock    | 54 | 38 | 15 | 9  | 14 | 44 | 53 | -9  |
|       | 5.   | Hearts        | 52 | 38 | 14 | 10 | 14 | 56 | 50 | +6  |
|       | 6.   | Dundee        | 47 | 38 | 13 | 8  | 17 | 51 | 49 | +2  |
|       |      |               |    |    |    |    |    |    |    |     |
|       | 7.   | Aberdeen      | 45 | 38 | 11 | 12 | 15 | 45 | 57 | -7  |
|       | 8.   | Motherwell    | 43 | 38 | 12 | 7  | 19 | 42 | 56 | -14 |
|       | 9.   | Dunfermline   | 42 | 38 | 11 | 9  | 18 | 34 | 54 | -20 |
|       | 10.  | St. Johnstone | 40 | 38 | 9  | 13 | 16 | 40 | 56 | -16 |
|       | 11.  | Dundee Utd    | 35 | 38 | 9  | 8  | 21 | 38 | 63 | -25 |
|       | 12.  | St. Mirren    | 30 | 38 | 8  | 6  | 24 | 32 | 72 | -40 |

Legenda:
      Campione di Scozia e qualificata al terzo turno preliminare della UEFA Champions League 2001-2002.
      Qualificata al secondo turno preliminare della UEFA Champions League 2001-2002.
      Qualificata al turno preliminare o al primo turno della Coppa UEFA 2001-2002.
      Qualificata al primo turno di Coppa Intertoto UEFA 2001.
      Retrocessa in Scottish First Division 2001-2002.
Regolamento:
Tre punti a vittoria, uno a pareggio, zero a sconfitta.
A parità di punti, le posizioni in classifica venivano determinate sulla base della differenza reti.

### Squadre

#### Capoliste solitarie
|    | —— | —— | —— | —— | ——     | —— | —— | —— | ——  | ——  | ——  | ——  | ——  | ——  | ——  | ——  | ——  | ——  | ——  | ——  | ——  | ——  | ——  | ——  | ——  | ——  | ——  | ——  | ——  | ——  | ——  | ——  | ——  | ——  | ——  | ——  | ——  | —— |  |
|    |    |    |    |    | Celtic |    |    |    |     |     |     |     |     |     |     |     |     |     |     |     |     |     |     |     |     |     |     |     |     |     |     |     |     |     |     |     |     |    |  |
|    |    |    |    |    |        |    |    |    |     |     |     |     |     |     |     |     |     |     |     |     |     |     |     |     |     |     |     |     |     |     |     |     |     |     |     |     |     |    |  |
|    |    |    |    |    |        |    |    |    |     |     |     |     |     |     |     |     |     |     |     |     |     |     |     |     |     |     |     |     |     |     |     |     |     |     |     |     |     |    |  |
| 1ª | 2ª | 3ª | 4ª | 5ª | 6ª     | 7ª | 8ª | 9ª | 10ª | 11ª | 12ª | 13ª | 14ª | 15ª | 16ª | 17ª | 18ª | 19ª | 20ª | 21ª | 22ª | 23ª | 24ª | 25ª | 26ª | 27ª | 28ª | 29ª | 30ª | 31ª | 32ª | 33ª | 34ª | 35ª | 36ª | 37ª | 38ª |    |  |

### Individuali

#### Classifica marcatori
Fonte:
| Gol |  |  | Giocatore              | Squadra       |
| --- |  |  | ---------------------- | ------------- |
| 35  |  |  | Henrik Larsson         | Celtic        |
| 17  |  |  | Arild Stavrum          | Aberdeen      |
| 15  |  |  | Juan Sara              | Dundee        |
| 13  |  |  | Andy Kirk              | Hearts        |
| 12  |  |  | Stuart Elliott         | Motherwell    |
| 12  |  |  | Colin Cameron          | Hearts        |
| 11  |  |  | Christopher Roy Sutton | Celtic        |
| 11  |  |  | Tore André Flo         | Rangers       |
| 11  |  |  | Mixu Paatelainen       | Hibernian     |
| 10  |  |  | David Zitelli          | Hibernian     |
| 10  |  |  | Ricky Gillies          | St. Mirren    |
| 10  |  |  | Keigan Parker          | St. Johnstone |

#### MVP del mese
Di seguito i vincitori.
| Mese      | Giocatore                           | Squadra    |
| --------- | ----------------------------------- | ---------- |
| Agosto    | Andy McLaren                        | Kilmarnock |
| Settembre | Henrik Larsson                      | Celtic     |
| Ottobre   | Mixu Paatelainen                    | Hibernian  |
| Novembre  | Barry Ferguson                      | Rangers    |
| Dicembre  | Barry Ferguson                      | Rangers    |
| Gennaio   | Non assegnato causa pausa invernale |            |
| Febbraio  | Claudio Caniggia                    | Dundee     |
| Marzo     | Neil Lennon                         | Celtic     |
| Aprile    | Antti Niemi                         | Hearts     |
| Maggio    | Jörg Albertz                        | Rangers    |

### Media spettatori
Fonte:
| Club          | Pos. | Media  |
| ------------- | ---- | ------ |
| Celtic        | 1    | 59 369 |
| Rangers       | 2    | 47 532 |
| Hearts        | 3    | 12 771 |
| Aberdeen      | 4    | 12 403 |
| Hibernian     | 5    | 10 792 |
| Kilmarnock    | 6    | 8 223  |
| Dundee        | 7    | 8 041  |
| Dundee Utd    | 8    | 7 829  |
| Dunfermline   | 9    | 6 413  |
| Motherwell    | 10   | 6 208  |
| St. Mirren    | 11   | 5 838  |
| St. Johnstone | 12   | 5 438  |